# Христофорівка (Ровеньківський район)
Христофорівка —  селище в Україні, в Антрацитівській міській громаді Ровеньківського району Луганської області. Населення становить 612 осіб. Орган місцевого самоврядування — Боково-Платівська селищна рада.

## Населення

### Мова
Розподіл населення за рідною мовою за даними перепису 2001 року:
| Мова       | Кількість | Відсоток |
| ---------- | --------- | -------- |
| російська  | 434       | 70.92%   |
| українська | 176       | 28.76%   |
| білоруська | 2         | 0.32%    |
| Усього     | 612       | 100%     |

| Україна | Це незавершена стаття з географії України. Ви можете допомогти проєкту, виправивши або дописавши її. |

1. ↑  Рідні мови в об'єднаних територіальних громадах України — Український центр суспільних даних